# Републикански път III-8007
Републикански път IIІ-8007 е третокласен път, част от Републиканската пътна мрежа на България, преминаващ изцяло по територията на Хасковска област. Дължината му е 24,7 km.
Пътят се отклонява наляво при 304,5 km на Републикански път I-8 източно от град Хасково и се насочва на североизток през северната част на Хасковската хълмиста област. Минава последователно през селата Узунджово, Александрово и Константиново и в южната част на град Симеоновград – квартал „Злати дол“ се свързва с Републикански път III-554 при неговия 58,5 km.
| Пътища, отклоняващи се надясно (населено място, № на пътя, посока на пътя) | km   | Пътища, отклоняващи се наляво (посока на пътя, № на пътя, населено място) |
| -------------------------------------------------------------------------- | ---- | ------------------------------------------------------------------------- |
| Община Хасково, I-8, 304,5 km ←                                            | 0,0  | ← 304,5 km, I-8, Община Хасково                                           |
| с. Узунджово                                                               | 6,2  | → с. Узунджово, общински път (за 284,7 km на I-5)                         |
|                                                                            | 8,8  | → общински път (за с. Воден)                                              |
|                                                                            | 11,5 | → общински път (за с. Нова Надежда)                                       |
| с. Александрово                                                            | 13,7 | с. Александрово                                                           |
| Община Симеоновград                                                        | 16,9 | Община Симеоновград                                                       |
| (за с. Поляново) общински път, с. Константиново ←                          | 20   | с. Константиново                                                          |
| гр. Симеоновград                                                           | 24,0 | ← гр. Симеоновград, 29,5 km, III-503 (от с. Средец                        |
| (до 331,4 km на I-8) III-554, 58,5 km, гр. Симеоновград ←                  | 24,7 | ← гр. Симеоновград, 58,5 km, III-554 (от гр. Нова Загора)                 |